# Feels Just Like It Should
Feels Just Like It Should è un singolo del gruppo musicale britannico Jamiroquai, pubblicato il 6 giugno 2005 come primo estratto dal sesto album in studio Dynamite.
Il singolo è stato prodotto da Mike Spencer e Jay Kay.
La canzone parla del consumo e degli effetti dell'ecastasy. 
Il singolo raggiunse la vetta nella classifica americana dei singoli dance di Billboard, l'ottavo posto in Italia e l'altrettanto ottavo in Regno Unito.

## Video musicale
Il videoclip del brano è stato diretto da Joseph Kahn ed è un'allegoria surreale all'uso dell'ecstasy. In questo Jay Kay interpreta 4 personaggi: se stesso, un ragazzo dall'aspetto da nerd, la ragazza e il magnaccia spacciatore.

## Tracce
1. Feels Just Like It Should (Album Version) – 4:34
2. Feels Just Like It Should (Mark Ronson Remix) – 3:49
3. Feels Just Like It Should (Tima Mass Remix) – 9:31

## Classifiche
| Classifica (2005) | Posizione più alta |
| ----------------- | ------------------ |
| Australia         | 27                 |
| Austria           | 71                 |
| Belgio (Fiandre)  | 54                 |
| Belgio (Vallonia) | 55                 |
| Finlandia         | 19                 |
| Germania          | 69                 |
| Italia            | 8                  |
| Paesi Bassi       | 88                 |
| Regno Unito       | 8                  |
| Spagna            | 6                  |
| Svezia            | 60                 |
| Svizzera          | 33                 |